# 家族 (1977年のテレビドラマ)
『家族』（かぞく）は、1977年11月10日～1978年11月2日にTBS系列で放映されたテレビドラマ。

## 概要
「離婚」「再婚」「婚約と結婚」「夫婦」の4つをテーマに、東京に住む大学教授の一家と、その一家をめぐる周りの人々との人間群像、様々な出来事・事件などを描いていった。
なお、それ以前にも1976年12月12日・12月19日に『東芝日曜劇場』においてほぼ同キャストの作品が製作されている。

## スタッフ
- 作：平岩弓枝
- 演出：川俣公明
- 音楽：廣瀬健次郎
- プロデューサー：石井ふく子

## 出演
- 外川さき：京塚昌子
明るく大らかな性格をもって過ごしていたが、夫・伸介に自分にも知らない過去があることがわかり、今までの幸せは本当の物だったのかどうか思い始める。
- 外川伸介：山村聡
さきの夫で、67歳。国文学を教える大学教授。普段は物静かな性格。30年前はさきの他に愛人がおり、その元愛人と金沢で再会する。
- 館野重夫：草刈正雄
さきの孫（長女・和の息子）。父は病死し、母・和はパリに滞在していた（のちに帰国）ことから祖父母の元で暮らす。大学受験に二度失敗し、二浪した後、東京大学に合格。しかし和が新しい父を連れて帰国、自分と同い年の兄弟も出来た。
- 香：大竹しのぶ
- 佳代：長山藍子
- 外川和：香川京子
さきの長女で重夫の母。
- 外川つる子：浜木綿子（さきの次女）
- 外川智：佐良直美
さきの三女。児童研究所勤務。独立して一人暮らし。
- 外川千江：小川知子
さきの四女。小学校の教諭で、三年生の担任。ある日、子持ちの銀行員との縁談が持ちかけられる。
- 高田修吉：下元勉
外川家の隣に住む挿絵画家。
- 高田邦夫：井上順
修吉の息子で漫画家。智に恋心を抱く。
- 啓吾：荻島真一
- 幸（香の妹）：里見奈保
- 横山：織本順吉
- 信子（香と幸の母）：奈良岡朋子
- 緋多景子
- 吉巳：山本學
- 勇一郎：犬塚弘
- 柴田：村井国夫
- 民子：斎藤こず恵
- 横山道代
- 大鹿次代
- 理枝子：西川まさ子
- 横山吉和：三ツ木清隆
- 久枝：杉村春子
- 芳子：三崎千恵子
- 今井：千秋実
- 篠：山岡久乃（伸介の教え子で料理屋を営んでいる）
- 桃子：波乃久里子（篠の娘）

（出典：）

## 主題歌
- 小川知子「ひとつ屋根の下で」 作詞：岩谷時子　作曲：三木たかし　編曲：萩田光雄

## サブタイトル
1. ある晴れた日に （1977年11月10日）
2. 女心と秋の空 （11月17日）
3. その人の過去 （11月24日）
4. 北国の風景 （12月1日）
5. 夜の中のあの顔 （12月8日）
6. 不安な接近 （12月15日）
7. 危険な善意 （12月22日）
8. 年の瀬 （12月29日）
9. 新規開店 （1978年1月5日）
10. 初春の夜 （1月12日）
11. 冬の朝の出来事 （1月19日）
12. 重夫の嘘 （1月26日）
13. ばあちゃん広島へ行く （2月2日）
14. 妻の留守 （2月9日）
15. 早春 （2月16日）
16. 雨の一夜 （2月23日）
17. 幸せと不幸せと （3月2日）
18. あちら立てればこちらが立たず （3月9日）
19. 春一番の知らせ （3月16日）
20. 恋と家族と （3月23日）
21. 交通事故 （3月30日）
22. 抱かれた母娘 （4月6日）
23. てんやわんや （4月13日）
24. 春の突風 （4月20日）
25. 疑惑 （4月27日）
26. 春の終りに （5月4日）
27. 発覚 （5月11日）
28. 嵐の前の （5月18日）
29. 智の結婚 （5月25日）
30. 温泉宿でこんにちは （6月1日）
31. 荒れ模様 （6月8日）
32. お父さんの抵抗 （6月15日）
33. ベッドの下で （6月22日）
34. 千江の結婚 （6月29日）
35. 暑い日 （7月6日）
36. 夕立のあと （7月13日）
37. ちぐはぐ家族 （7月20日）
38. 小さな亀裂 （7月27日）
39. 母さんのボーイフレンド （8月3日）
40. 帰って来たヨッパライ （8月10日）
41. 遠雷 （8月17日）
42. 嵐の夜 （8月24日）
43. 夏の終りに （8月31日）
44. 嫁と姑 （9月7日）
45. 母逝く （9月14日）
46. 秋冷戦争 （9月21日）
47. 過ぎ去った日 （9月28日）
48. 旅立ちの季節 （10月5日）
49. 秋空晴れて （10月12日）
50. 幸せを見つけた （10月19日）
51. 別れの朝 （10月26日）
52. 家族のいる風景 （11月2日）